# Гегерстенсосен (станція метро)
59°17′42″ пн. ш. 17°58′41″ сх. д. / 59.295° пн. ш. 17.97792° сх. д.
«Гегерстенсосен» (швед. Hägerstensåsen) — станція Червоної лінії Стокгольмського метрополітену, обслуговується потягами маршруту Т14.
Станція була відкрита 5 квітня 1964 року у складі першої черги Червоної лінії від Т-Сентрален
.
Відстань до Слюссена становить 6,7 км.
Пасажирообіг станції в будень —	5,250 осіб (2019)
.
Розташування: мікрорайон Гегерстенсосен, Седерорт. 
Конструкція: відкрита естакадна станція з однією острівною платформою на дузі.

## Операції
| Попередня станція            | Лінія | Лінія     | Лінія | Наступна станція       |
| ---------------------------- | ----- | --------- | ----- | ---------------------- |
| Телефонплан до Мербю-сентрум |       | Лінія T14 |       | Вестерторп до Фруенген |